# Rusland op het Junior Eurovisiesongfestival 2009
Rusland nam deel aan het Junior Eurovisiesongfestival 2009 in Kiev, Oekraïne. Rusland werd vertegenwoordigd door Jekaterina Rjabova met het liedje Malenki Prints.

## Selectieprocedure
Rusland-1 maakte op 14 maart 2009 bekend dat de selectieprocedure voor het Junior Eurovisiesongfestival 2009 was gestart. Het selectieproces bestond uit een totaal van drie fases.
Fase 1: Auditieronde
Tijdens de eerste fase konden kinderen tussen tien en vijftien jaar auditie doen bij een van de regionale audities. Kinderen konden hier in tegenstelling tot de hierop volgende fases ook een niet origineel liedje zingen. Uit elke regio werden maximaal vijf deelnemers gekozen.
Fase 2: Halve finale
Uit alle inzendingen werden er 29 uitgekozen die voor de halve finale van 25 mei 2009 werden uitgenodigd. Hier werd het aantal verkleint naar twintig inzendingen die vervolgens door gingen naar de finale zes dagen later.
Fase 3: Finale
Tijdens de nationale finale moesten alle deelnemers hun liedje zingen, de winnaar die volgens een systeem van 100% televoting werd gekozen zou Rusland mogen vertegenwoordigen op het Junior Eurovisiesongfestival 2009, in Oekraïne.

## Nationale finale
De finale vond plaats op 31 mei 2009 in Moskou. Het werd gepresenteerd door Oxana Fedorova en Oskar Koetsjera. Daarbij waren er nog interval acts van Eurovisiesongfestivalwinnaar Dima Bilan, Dominicolka en Valeria. De finale werd gewonnen door de elfjarige Jekaterina Rjabova met haar liedje Malenki Prints, gebaseerd op het sprookje de kleine prins.
| Nummer | Deelnemer             | Liedje                  | Score   | Plaats |
| ------ | --------------------- | ----------------------- | ------- | ------ |
| 01     | Aleksandra Kozlova    | Tsvetnyje sny           | 3,13 %  | 16     |
| 02     | Nellja Koltsjina      | Stel                    | 5,16 %  | 10     |
| 03     | Jekaterina Rjabova    | Malenki Prints          | 12,07 % | 1      |
| 04     | Arina Doronina        | Deti, moezika i tantsy  | 5,31 %  | 9      |
| 05     | Vlada Sergejevaa      | Emelja                  | 5,47 %  | 8      |
| 06     | Papiny deti           | Papoes metsjty          | 1,82 %  | 19     |
| 07     | Irina Dzjantemirova   | Poest-doroga            | 2,32 %  | 17     |
| 08     | Pavel Artjomov        | Ja ljoebloe Rock-n-Roll | 8,18 %  | 2      |
| 09     | Arina Tjoemirekova    | Chora polych            | 1,51 %  | 20     |
| 10     | Joeliana Savilova     | Fantazjorka             | 3,35 %  | 15     |
| 11     | Esmiralda Sjonia      | Devotsjka - tinejdzjer  | 4,31 %  | 12     |
| 12     | Podroezjki            | Basjkortostan           | 3,57 %  | 14     |
| 13     | Akvilon               | Poletim v ljoebov       | 6,43 %  | 5      |
| 14     | Anastasia Tarasova    | Ja letajoe              | 4,12 %  | 13     |
| 15     | Kinder-sjoririz       | Ryzji                   | 5,02 %  | 11     |
| 16     | Aleksandr Zinovjev    | On v Rossijoe chotel    | 6,68 %  | 4      |
| 17     | Arina Sjajgorodskaja  | Solo-sjag               | 2,11 %  | 18     |
| 18     | Aleksej Tsvetkov      | Ja — ljotsik            | 6,21 %  | 6      |
| 19     | Anastasia Karamtsjeva | Koekoesjetsjka          | 7,06 %  | 3      |
| 20     | Moezykalnyj fregat    | Soeper Mama             | 6,17 %  | 7      |

## In Kiev
Tijdens het Junior Eurovisiesongfestival trad Rusland als tweede aan, na Zweden en voor Armenië. Na de puntentelling eindigde Jekaterina Rjabova als gedeeld tweede samen met Luara Hairapetian uit Armenië, achter de Nederlands Ralf Mackenbach die toen won.
2005 · 2006 · 2007 · 2008 · 2009 · 2010 · 2011 · 2012 · 2013 · 2014 · 2015 · 2016 · 2017 · 2018 · 2019 · 2020 · 2021 · 2022-2024
Armenië · België · Cyprus · Georgië · Macedonië · Malta · Nederland · Oekraïne · Roemenië · Rusland · Servië · Wit-Rusland · Zweden